# Haverford College
Haverford College, fondato nel 1833, è un liberal arts college  di Haverford, cittadina nei pressi di Filadelfia, nello stato della Pennsylvania. Il College conta circa 1 200 studenti iscritti, tutti undergraduate e residenti nel college; originariamente solo maschile, dagli anni settanta è una scuola mista. La retta per l'anno accademico 2012-2013 è di 43.310 dollari che incluso delle spese di vitto e alloggio porta il costo complessivo a oltre 57.000 dollari all'anno.
Haverford partecipa al consorzio composto da tre college vicini che permette agli studenti di seguire corsi e sostenere esami anche al Bryn Mawr College e al Swarthmore College. Haverford ha un tradizionale legame con Bryn Mawr College, ancora solo femminile. Haverford fa parte anche di un altro consorzio che permette agli studenti di seguire corsi di economia e commercio presso la Wharton School of the University of Pennsylvania. Haverford offre anche un corso in ingegneria in collaborazione con il California Institute of Technology in cui gli studenti studiano tre anni a Haverford e due al Caltech ottenendo una laurea da entrambe le istituzioni.
Haverford è stato classificato al 27º posto tra tutti i college e le università americane nell'edizione del 2013 di Forbes' "Top Colleges," e al 9º posto tra i tutti i liberal arts college nell'edizione del 2012 di U.S. News and World Report.  Una classifica stilata da Forbes nel 2012 tra i college che producono più imprenditori pro capite ha posto Haverford al 1º posto tra i liberal arts colleges e nella classifica generale al 10º posto tra l'Università di Yale e quella di Princeton.